# 天保厝
天保厝，是臺灣臺南市鹽水區的一個傳統地域名稱，位於該區南部。相較於今日行政區，其範圍大致包括竹林里西半部不含西部北側凸出部分的大部分地區、歡雅里南部邊界地帶中西段、三和里東南部凸出部分的大部分、竹林里西北部凸出部分的東側中北部地區。
本地區境內主要聚落為天保厝。

## 歷史
台灣日治初期，天保厝地區為一街庄（舊制街庄），稱為「天保厝庄」，隸屬於鐵線橋堡。該庄昔日北與番仔厝庄為鄰，東邊北段與竹仔腳庄為鄰，東邊南段及南邊東段與坔頭港庄為鄰，南邊西段及西邊南邊為學甲藔庄，西邊中至北段隔急水溪分流與田藔庄為界。
1901年（日治明治三十四年）11月11日，全台廢縣廳改設二十廳，該庄隸屬於鹽水港廳。1904年（明治三十七年）4月1日，該庄編入「舊營區」，隸屬於鹽水港廳。1906年（明治三十九年）4月1日，鹽水港廳內管轄區域調整，該庄仍隸屬於「舊營區」。1909年（明治四十二年）10月25日，全台合併二十廳為十二廳，舊營區改隸屬於嘉義廳。1920年（大正九年）10月1日，全台地方制度大改正，廢十二廳改設五州二廳，該庄改制為「天保厝」大字，隸屬於臺南州新營郡鹽水街（新制街庄）。
戰後鹽水街改制為鹽水鎮，隸屬於臺南縣，大字亦改制為里。1950年10月25日，雲、嘉、南分治，鹽水鎮仍隸屬於臺南縣。2010年12月25日，臺南縣、市合併為直轄臺南市，鹽水鎮改制為鹽水區。

## 聚落
本地區發展較早的聚落為天保厝，在日治期初期的官方地圖上已有記載。

## 交通
省道台19線又稱「中央公路」，是彰化至永康的幹道，經過本地區北端的西北側邊界地帶。由該道路北行可前往鹽水區鹽水市區、嘉義縣義竹鄉、朴子市、六腳鄉等地，南行可前往學甲區、佳里區、西港區、安定區等地。
區道南70線是宅港至八老爺的道路，經過本地區主聚落北郊。
區道南72線是田寮至新營的道路，經過本地區東北部邊界地帶。